# Acanthochondria rectangularis
Acanthochondria rectangularis är en kräftdjursart som först beskrevs av John Fraser 1920.  Acanthochondria rectangularis ingår i släktet Acanthochondria och familjen Chondracanthidae. Inga underarter finns listade i Catalogue of Life.